# Where We All Belong
| Recensione              | Giudizio    |
| ----------------------- | ----------- |
| AllMusic                | [ 1 ]       |
| Sputnikmusic            | 3.7 (Great) |
| Dizionario del Pop-Rock | [ 3 ]       |
| 24.000 dischi           | [ 4 ]       |

Where We All Belong è un doppio album (costituito da un disco registrato in studio e uno registrato dal vivo) di The Marshall Tucker Band, pubblicato dalla Capricorn Records nel novembre del 1974.

## Tracce
Lato A
Studio Album
1. This Ol' Cowboy – 6:42 (Toy Caldwell)
2. Low Down Ways – 2:57 (Toy Caldwell)
3. In My Own Way – 7:17 (Toy Caldwell)

Durata totale: 16:56
Lato B
1. How Can I Slow Down – 3:19 (Toy Caldwell)
2. Where a Country Boy Belongs – 4:32 (Toy Caldwell)
3. Now She's Gone – 4:38 (Toy Caldwell, Tommy Caldwell)
4. Try One More Time – 4:46 (Toy Caldwell)

Durata totale: 17:15
Lato C
Live Album
1. Ramblin' – 5:35 (Toy Caldwell)
2. 24 Hours at a Time – 13:17 (Toy Caldwell)

Durata totale: 18:52
Lato D
1. Everyday (I Have the Blues) – 11:30 (Peter Chapman)
2. Take the Highway – 6:56 (Toy Caldwell)

Durata totale: 18:26
Edizione CD del 2004, pubblicato dalla Shout! Factory Records (DK 30284)
1. This Ol' Cowboy – 6:44 (Toy Caldwell)
2. Low Down Ways – 2:59 (Toy Caldwell)
3. In My Own way – 7:22 (Toy Caldwell)
4. How Can I Slow Down – 3:23 (Toy Caldwell)
5. Where a Country Boy Belongs – 4:34
6. Now She's Gone – 4:41 (Toy Caldwell, Tommy Caldwell)
7. Try One More Time – 4:51 (Toy Caldwell)
8. Ramblin' – 6:30 (Toy Caldwell)
9. 24 Hours at a Time – 13:31 (Toy Caldwell)
10. Everyday (I Have the Blues) – 11:51 (Peter Chapman)
11. Take the Highway – 7:16 (Toy Caldwell)
12. See You Later, I'm Gone – 3:13 (Toy Caldwell) – Bonus Track - Live

Durata totale: 76:55
- See You Later, I'm Gone fu registrato dal vivo nel settembre 1973 al Winterland Auditorium di San Francisco, California (Stati Uniti)

## Musicisti
A1, A2, A3, B1, B2, B3 e B4
- Toy Caldwell - chitarra elettrica, chitarra acustica, chitarra steel
- Toy Caldwell - voce solista (brano: This Ol' Cowboy)
- Doug Gray - voce solista, percussioni
- George McCorkle - chitarra elettrica, chitarra acustica, banjo
- Jerry Eubanks - flauto, sassofono alto, sassofono baritono, sassofono tenore, accompagnamento vocale
- Tommy Caldwell - basso, accompagnamento vocale
- Paul Riddle - batteria

Ospiti
- Paul Hornsby - pianoforte, organo, clavinet
- Charlie Daniels - fiddle
- Andy Stein - fiddle
- Jerry Joseph - congas
- Steve Madaio - tromba
- Earl Ford - trombone
- Sam McPhearson - armonica (harp)
- Elvin Bishop - chitarra slide (brano: Where a Country Boy Belongs)
- Johnny Vernazza - chitarra slide (brano: Where a Country Boy Belongs)

C1, C2, D1 e D2
- Toy Caldwell - chitarra solista
- Toy Caldwell - voce solista (brano: Everyday (I Have the Blues))
- Doug Gray - voce solista, percussioni
- George McCorkle - chitarra ritmica
- Jerry Eubanks - flauto, sassofono alto, accompagnamento vocale
- Tommy Caldwell - basso, accompagnamento vocale
- Paul Riddle - batteria

Ospiti
- Charlie Daniels - fiddle (brano: 24 Hours at a Time)